# 一条狗的回家路
《一条狗的回家路》（英語：A Dog's Way Home）是查尔斯·马丁·史密斯执导的2019年美国儿童电影，該片劇本由W·布鲁斯·卡梅隆和凯瑟琳·米琼撰寫，改编自卡梅伦2017年的同名小说。这部电影由布莱斯·达拉斯·霍华德、艾希莉·賈德、爱德华·詹姆斯·奥莫斯、亚历山德拉·希普、韋斯·斯塔蒂、克里斯·鮑爾、巴里·華生和喬納·霍爾-金等人主演。该片讲述的是一只名叫贝拉的狗为了寻找她的主人而流浪了400多英里。
該片于2019年1月11日在美国上映，全球票房收入为8000万美元。

## 外部連結
- 官方网站
- 互联网电影数据库（IMDb）上《一条狗的回家路》的资料（英文）
- AllMovie上《一条狗的回家路》的资料（英文）
- TCM电影资料库上《一条狗的回家路》的资料（英文）
- 爛番茄上《A Dog's Way Home》的資料（英文）
- Box Office Mojo上《一条狗的回家路》的資料（英文）